# Medaglia Eddington
La medaglia Eddington (in inglese Eddington Medal), istituita in onore di Arthur Eddington, è un premio consegnato dalla Royal Astronomical Society per meriti nella ricerca nel campo dell'astrofisica.
Inizialmente assegnata non tutti gli anni, è stata poi assegnata annualmente tra il 1958 e il 1972, poi ogni tre anni fino al 2005, quindi ogni due anni fino al 2013. Da allora l'assegnazione è tornata annuale.

## I premiati
- 1953 - Georges Lemaître[1]
- 1955 - Hendrik Christoffel van de Hulst[2]
- 1958 - Horace Welcome Babcock[3]
- 1959 - James Stanley Hey[4]
- 1960 - Robert d'Escourt Atkinson[5]
- 1961 - Hans Bethe[6]
- 1962 - André Lallemand[7]
- 1963 - Allan Sandage e Martin Schwarzschild[8]
- 1964 - Herbert Friedman e Richard Tousey[9]
- 1965 - Robert Pound e Glen Rebka[10]
- 1966 - Rupert Wildt[11]
- 1967 - Robert Christy[12]
- 1968 - Robert Hanbury Brown e Richard Q. Twiss[13]
- 1969 - Antony Hewish[14]
- 1970 - Chūshirō Hayashi[15]
- 1971 - Desmond King-Hele[16]
- 1972 - Paul Ledoux[17]
- 1975 - Stephen Hawking e Roger Penrose[18]
- 1978 - William Alfred Fowler[19]
- 1981 - James Peebles[20]
- 1984 - Donald Lynden-Bell[21]
- 1987 - Bohdan Paczyński[22]
- 1990 - Icko Iben[23]
- 1993 - Leon Mestel[24]
- 1996 - Alan Guth
- 1999 - Roger Blandford
- 2002 - Douglas Gough[25]
- 2005 - Rudolf Kippenhahn[26]
- 2007 - Igor D. Novikov[27]
- 2009 - James E. Pringle[28]
- 2011 - Gilles Chabrier[29]
- 2013 - James Binney[30]
- 2014 - Andrew King[31]
- 2015 - Rašid Alievič Sjunjaev[32]
- 2016 - Anthony Bell[33]
- 2017 - Cathie Clarke
- 2018 - Claudia Maraston[34]
- 2019 - Bernard Schutz
- 2020 - Steven Balbus
- 2021 - Hiranya Peiris[35]
- 2022 - Alan Heavens
- 2023 - Monika Mościbrodzka[36]